# Belotić (Bogatić)
Pour les articles homonymes, voir Belotić.
Belotić (en serbe cyrillique : Белотић) est une localité de Serbie située dans la municipalité de Bogatić, district de Mačva. Au recensement de 2011, elle comptait 1 564 habitants.
Belotić, officiellement classé parmi les villages de Serbie, se trouve à 5,7 km de Bogatić.

## Démographie

### Évolution historique de la population
| 1948  | 1953  | 1961  | 1971  | 1981  | 1991  | 2002  | 2011  |
| ----- | ----- | ----- | ----- | ----- | ----- | ----- | ----- |
| 1 560 | 1 667 | 1 740 | 1 800 | 1 801 | 1 816 | 1 744 | 1 564 |

|  |

## Personnalité

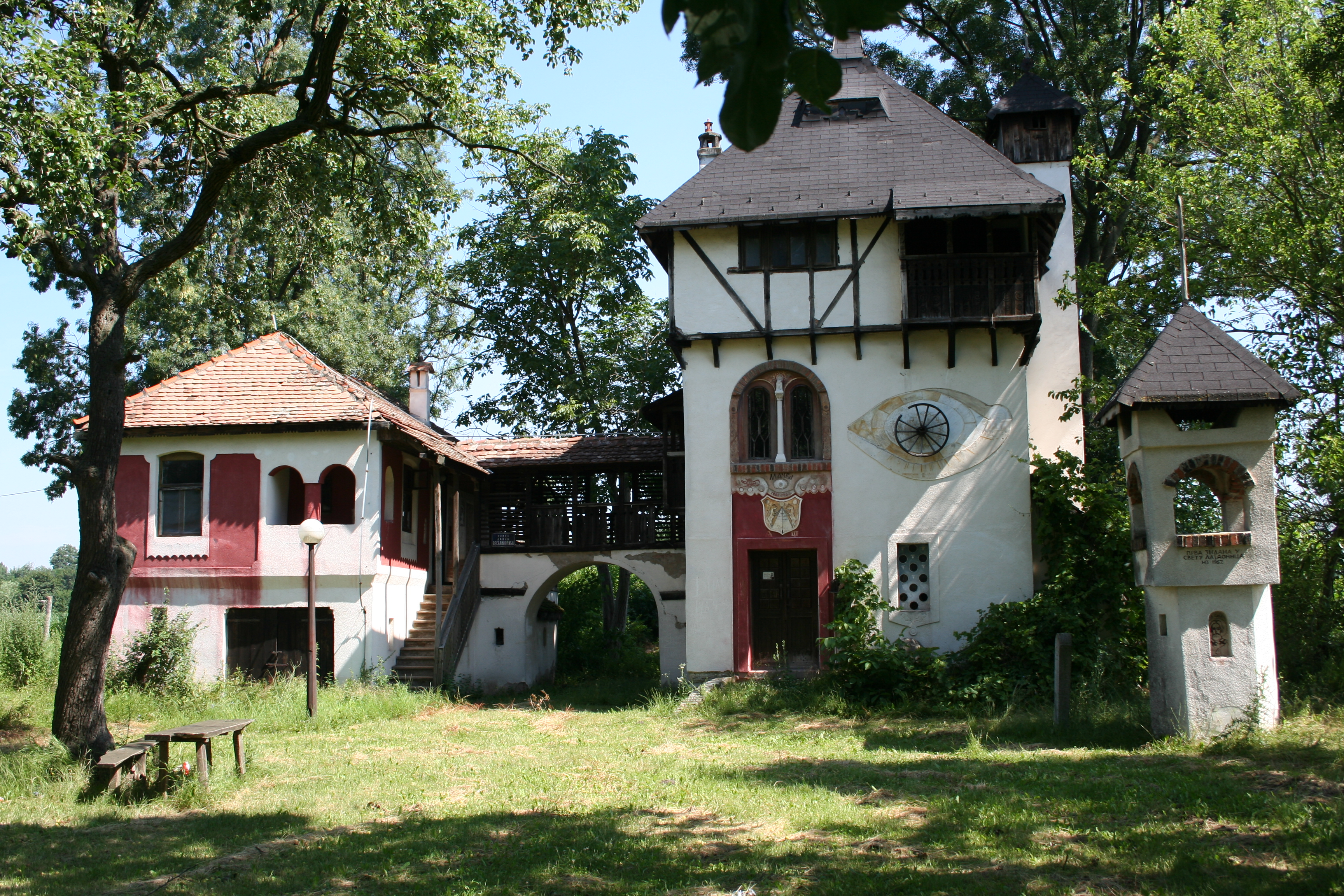
La Tour-Radovan de Milić od Mačve à Belotić

Le peintre d'avant-garde Milić od Mačve (1934-2000), influencé par le surréalisme et l'art naïf, est né à Belotić ; sa Mačva natale lui a parfois servi de sujet d'inspiration, comme dans le tableau intitulé Uzbudljivi šljivik, moj dom u Mačvi (Verger excitant, ma maison de la Mačva), une huile sur isorel datée de 1971.